# W Octantis
W Octantis är en pulserande variabel av RR Lyrae-typ (RRAB) i stjärnbilden Oktanten.
Stjärnan varierar mellan visuell magnitud +12,6 och 13,35 med en period av 0,621947 dygn eller 14,9267 timmar. RR Lyrae-stjärnornas period varierar mellan 0,2 och 1,2 dygn med ett medianvärde på 0,5 dygn. W Octantis ligger alltså en bit över medianvärdet.